# Esbo Blues
Blues var en ishockeyklubb från Esbo. Klubben grundades i februari 1984, då under namnet Kiekko-Espoo. 1998 bytte man namn till Blues Hockey Oy. Hemmahallen heter Barona Areena och finns i Hagalund, den öppnades 1999 och rymmer 7 000 åskådare. När laget ännu hette Kiekko-Espoo fanns hemmahallen i Mattby.
Säsongen 2007-2008 spelade de final mot Kärpät, där de fick se sig besegrade med 4-1 i matcher.
Våren 2016 gick bolaget bakom klubben, Jääkiekko Espoo Oy, i konkurs. Detta innebar att klubben avslutade sitt spel i FM-ligan.

## Frysta nummer
- 10 – Jere Lehtinen
- 33 – Timo Hirvonen